# Trận chiến eo biển Đan Mạch
Trận chiến eo biển Đan Mạch (tiếng Anh: Battle of the Denmark Strait; tiếng Đức: Schlacht bei Dänemarkstraße) diễn ra vào ngày 24 tháng 5 năm 1941, là một trong nhiều trận hải chiến giữa Đức Quốc xã và quân Đông Minh (chủ yếu là Anh) trong chiến dịch Đại Tây Dương trong chiến tranh thế giới thứ hai giữa Hải quân Hoàng gia Anh và Kriegsmarine Đức. Thiết giạm hạm HMS Prince of Wales và tàu chiến-tuần dương HMS Hood của Anh giao chiến cùng thiết giáp hạm Bismarck và tàu tuần dương hạng nặng Prinz Eugen của Đức, khi cả hai đều đang cố gắng thoát ra khỏi vùng biển Bắc Đại Tây Dương sau khi thực hiện nhiệm vụ chặn đánh đường tiếp vận của quân Đồng minh. Trận hải chiến bao gồm nhiều cuộc pháo kích giữa các chiến hạm trong vài chục phút, tại eo biển Đan Mạch (giữa Greenland và Iceland).
Chưa đầy 10 phút sau khi bên Anh khai hỏa, một viên đạn được bắn từ Bismarck rơi vào một kho đạn của Hood. Ngay sau đó, Hood đã phát nổ và chìm xuống biển, chỉ trong vòng ba phút không một thứ gì sót lại ngoại trừ ba chiến hạm còn lại vẫn tiếp tục giao chiến cùng quân Đức. Prince of Wales buộc phải hướng mũi về phía hạm đội Đức để tránh va chạm với những mảnh vỡ của chiếc soái hạm và cũng đã tiếp tục thực hiện vài cuộc pháo kích với Bismarck, nhưng cuối cùng bị hư hỏng nghiêm trọng và tháp pháo chính không hoạt động sau đợt trung tu vào hồi tháng 3 năm 1941. Điều này, kết hợp với những ảnh hưởng của trận đánh, khiến nó phải phải rút chạy. Tuy vậy, chính Bismarck cũng bị hư hại do hỏa lực của Prince of Wales. Cho dù Thuyền trưởng Lindemann muốn tiếp tục truy đuổi Prince of Wales và "kết thúc nó", Đô đốc Lütjens đã bỏ qua lời đề nghị này, vì việc chậm trễ sẽ dẫn đến nguy cơ phải đối mặt với các tàu chiến hạng nặng của đối phương.
Cho dù mọi người chìm trong sự vui mừng, nhưng họ thực sự không an toàn. Người Anh đã biết được vị trí của nó, hệ thống radar phía trước không hoạt động, và nó đã bị bắn trúng ba phát trong đó một phát đã làm rò rỉ nước vào bồn chứa nhiên liệu. Từ lúc đó Bismarck phải giảm tốc độ tối đa xuống còn 37 km/h (20 hải lý) để tiết kiệm nhiên liệu. Lütjens cuối cùng quyết định rằng ông phải quay về bờ biển nước Pháp đến các ụ tàu tại Saint-Nazaire để sửa chữa, trong khi ra lệnh cho Prinz Eugen tiếp tục thực hiện bắn phá các đoàn tàu vận tải một mình. Người Anh vẫn tiếp tục theo dõi chúng, và Prince of Wales đã gặp được Norfolk và Suffolk. Để giúp đồng đội của mình thoát đi được, Lütjens quay mũi hướng đến những kẻ theo đuổi mình buộc chúng phải lẩn tránh, nhằm cho phép Prinz Eugen có thể thoát đi khỏi tầm radar trên những tàu Anh. Toan tính lần thứ nhất của Lütjens không thành công, tuy nhiên lúc 18 giờ 14 phút, cố gắng lần thứ hai mang lại kết quả và hai chiếc tàu chiến Đức tách rời nhau và tiến vào Đại Tây Dương.

## Bối cảnh

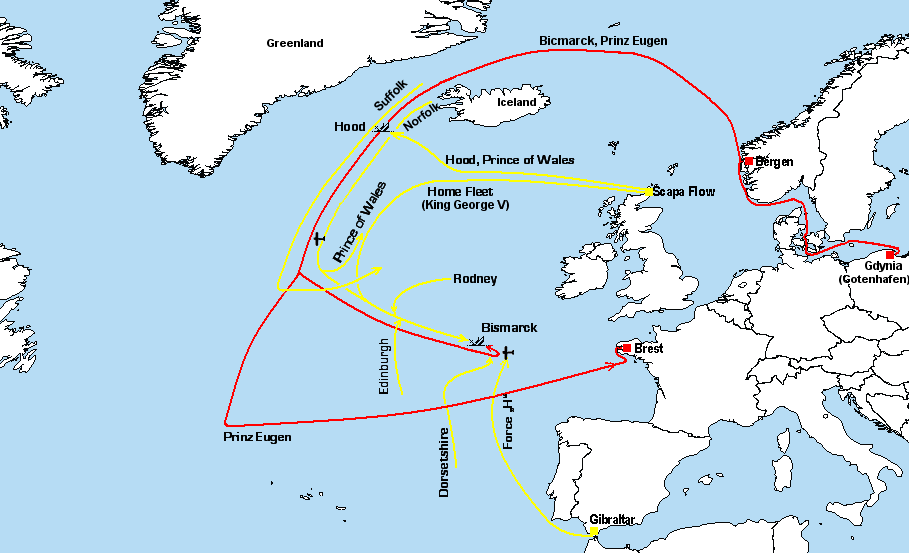
Các chuyển động của Đức được biểu diễn bằng màu đỏ, của Anh màu vàng

Ngày 18 Tháng Năm 1941, thiết giáp hạm Bismarck đã sẵn sàng cho chuyến hành trình đầu tiên của mình chống lại đường vận chuyển của quân Đồng minh trong "chiến dịch Rheinübung". Nó khởi hành cùng với Prinz Eugen, một tàu tuần dương hạng nặng mới cũng được giao nhiệm vụ tương tự. Đô đốc Günther Lütjens, chỉ huy hạm đội Đức, với mục đích tiến vào Đại Tây Dương qua eo biển Đan Mạch giữa Greenland và Iceland và tấn công đường tiếp vận của quân Đồng minh ở Bắc Đại Tây Dương. Các cuộc tấn công trước đó đã được thực hiện bởi Scharnhorst và Gneisenau đã khiến người Anh phải sử dụng một số tàu chiến của họ như lớp Revenge để hộ tống đoàn tàu. Mặc dù đã khá cũ kĩ và hơi chậm chạp, nhưng các tàu nói trên được trang bị súng 15 in (380 mm), mạnh hơn so với các khẩu pháo trên các tàu tuần dương hạng nặng và thiết giáp hạm bỏ túi của Đức. Bismarck và Prinz Eugen, mặc dù, có khả năng tấn công đoàn tàu hộ tống bởi một trong những thiết giáp hạm: Bismarck có thể tham gia và cố gắng để tiêu diệt các thiết giáp hạm hộ tống, trong khi Prinz Eugen đánh chìm các tàu buôn trốn chạy.
Hai tàu đã được dự kiến sẽ cố gắng tiến về phía tây để phá vỡ các điểm yết hầu (GIUK) giữa Greenland, Iceland và Anh. Trong khi đi qua Thụy Điển (đường bình thường) ở biển Baltic, họ bị phát hiện bởi tàu tuần dương Gotland của Thụy Điển và máy bay tuần tra của các nước trung lập, những báo cáo này đã được gửi đến đại sứ quán Anh, giúp cho các tàu của Hải quân Hoàng gia có thể đoán được chính xác tuyến đường đi của tàu Đức.
Người Anh thông qua hệ thống tình báo Ultra (giải mã các bức điện theo mã Enigma) về việc Đức trinh sát trên không eo biển Đan Mạch và căn cứ nhà của Hải quân Hoàng gia tại Scapa Flow, cũng như là việc chuyển giao các bảng biểu hải trình tại Đại Tây Dương cho chiếc Bismarck vào tháng 4 năm 1941.  các tàu tuần dương Anh trang bị radar, với khả năng có thể tiếp nhiên liệu tại Iceland, được gửi đến tuần tra tại eo biển Đan Mạch. Do không được trang bị để được tiếp nhiên liệu ngoài biển, các tàu chiến chủ lực của Hạm đội Nhà được giữ lại căn cứ chờ đợi báo cáo xác minh tận mắt trước khi xuất phát. Vào ngày 20 tháng 5 năm 1941, tàu tuần dương-thủy phi cơ Thụy Điển Gotland phát hiện và theo dõi hạm đội Đức đang di chuyển theo hướng tây Bắc ngang qua Göteborg. Một sĩ quan Na Uy tại Stockholm biết được tin tức này từ một nguồn tin tình báo quân sự Thụy Điển và thông báo cho Tùy viên Hải quân Anh, người đã lập tức đánh điện cho Bộ Hải quân Anh: "Tối khẩn. Kattegat, hôm nay 20 tháng 5. Lúc 15:00 hai tàu chiến lớn được hộ tống bởi ba tàu khu trục, năm tàu hộ tống với khoảng mười hay mười hai máy bay đã đi ngang Marstrand hướng Tây Bắc 2058/20 tháng 5 năm 1941. B-3 nhắc lại B-3". Mã hiệu "B-3" cho biết sự không chắc chắn trong việc xác minh báo cáo này, vì thông tin này khá chính xác và khá sớm hơn mọi thông tin nào khác mà tùy viên hải quân này thu thập được trong vòng một năm tại vị trí của mình.
Được báo động bởi báo cáo này, lúc 03 giờ 30 phút ngày 21 tháng 5, Bộ Hải quân yêu cầu trinh sát trên không khu vực bờ biển Na Uy. Một chiếc máy bay trinh sát Spitfire tìm thấy và chụp ảnh được Bismarck tại vũng biển Grimstadfjorden, gần Bergen, lúc 13 giờ 00, chỉ hai giờ sau khi Bismarck và Prinz Eugen đến nơi. Với thông tin nóng hổi này, Hạm đội Nhà Anh Quốc cho xuất phát hai chiếc thiết giáp hạm HMS Prince of Wales và HMS Hood hướng về phía Iceland. Các tàu tuần dương tuần tra các con đường xâm nhập vào Đại Tây Dương khác. Máy bay dự kiến sẽ hỗ trợ trong việc tìm kiếm nhưng lại không thể làm như vậy khi các tàu của Đức đã cố gắng thoát ra trong thời tiết nhiều mây và mưa. Vào tối ngày 23, mặc dù lợi thế thời tiết có thể che đậy sự hiện diện của họ, nhưng người Đức đã bị phát hiện, hơi nước bốc lên 27 kn (31 mph; 50 km/h) cách các tàu tuần dương hạng nặng HMS Norfolk và Suffolk. Những con tàu này đã tuần tra eo biển Đan Mạch dưới sự chỉ huy của Chuẩn đô đốc Frederic Wake-Walker. Với sự giúp đỡ của bộ radar mới được cài đặt trên Suffolk, các tàu tuần dương theo dõi chiến hạm Đức qua đêm, báo cáo các hành động của họ.
Sáng hôm sau, các chiến hạm Đức đã bị chặn ở eo biển giữa Iceland và Greenland bởi một hạm đội Anh. Thiết giáp hạm HMS Prince of Wales, tàu chiến-tuần dương HMS Hood và sáu tàu khu trục, dưới sự chỉ huy của Phó Đô đốc Lancelot Holland trên soái hạm Hood. Prince of Wales là một con tàu mới trong lớp thiết giáp hạm King George V, có kích thước và sức mạnh gần như Bismarck. Nó đã hoạt động không được tốt cho lắm và vẫn có đôi chút vấn đề về cơ khí, đặc biệt là với vũ khí chính của mình, và đã khởi hành từ Scapa Flow cùng với đội công nhân cơ khí từ xưởng đóng tàu. Hood, sau khi được hạ thủy vào năm 1918, vẫn là con tàu chiến lớn nhất trong 20 năm. Giữa những cuộc chiến, và hơn bất kỳ các con tàu khác, nó đã đại diện cho sức mạnh hàng hải của Anh trong con mắt của Anh và thế giới. Tuy nhiên, đai giáp của mỏng hơn hẳn so với một tàu chiến thời bấy giờ và boong tàu bọc thép dười của mình là quá nhẹ để chống cháy bởi các phát đạn tầm xa. Sự bùng nổ của chiến tranh thế giới thứ hai đã khiến nó không trải qua quá trình hiện đại hóa cần thiết, đặc biệt là tăng độ đay từng dưới từ 3 in (7,6 cm) đến 6 in (15 cm). Mặc dù vậy, hỏa lực Hood, với súng 15 in (380 mm), chẳng kém gì so với những con tàu Đức đang hoạt động.
Xa, phía đông nam, cấp trên của Đô đốc Holland, Đô đốc Sir John Tovey đang cùng mọi người tranh luận xem có nên để Đô đốc Holland cho phép Prince of Wales tiến trước Hood. Ở vị trí này, Prince of Wales sẽ được bảo vệ tốt hơn và sẽ thực hiện các cuộc pháo kích vào đối phương. Tuy nhiên ông không muốn sắp xếp thứ tự kiểu này, sau đó tuyên bố: "Tôi cảm thấy can thiệp như vậy không hợp lý với một viên chức cao cấp."

### Trích dẫn
1. ↑  Dr. Mann, Chris (2008). Great Battles of World War II. Bath: Parragon Books Ltd. trang. 60
2. ↑  Denham, Henry (1985), Inside the Nazi ring, New York: Holmes & Meier, tr. 82–86, ISBN 0841910243, OCLC 11517567
3. ↑  Hinsley, F. H.; with E. E. Thomas, C. F. G. Ranson (1979), British Intelligence in the Second World War, quyển 1, New York: Cambridge University Press, tr. 339–41, ISBN 0521229405, OCLC 123166558{{Chú thích}}:  Quản lý CS1: nhiều tên: danh sách tác giả (liên kết)
4. ↑  Barnett 1991, trang. 288.
5. ↑  Kennedy 1974, trang. 66.